# Sandnes (Schiff, 1950)
Die Sandnes ist ein 1950 gebautes norwegisches Motorschiff, das bis 1974 auf der Nachtroute (norwegisch Nattruten) Sandnes/Stavanger-Haugesund-Bergen eingesetzt war. Nachdem sie in der Folge als Unterkunfts- und Schulschiff verwendet worden war, trägt die Sandnes als von der norwegischen Denkmalschutzbehörde unter Schutz gestelltes historisches Schiff seit 2007 wieder ihren ursprünglichen Namen. Sie ist in Fahrt und wird für Chartertouren eingesetzt.

## Geschichte

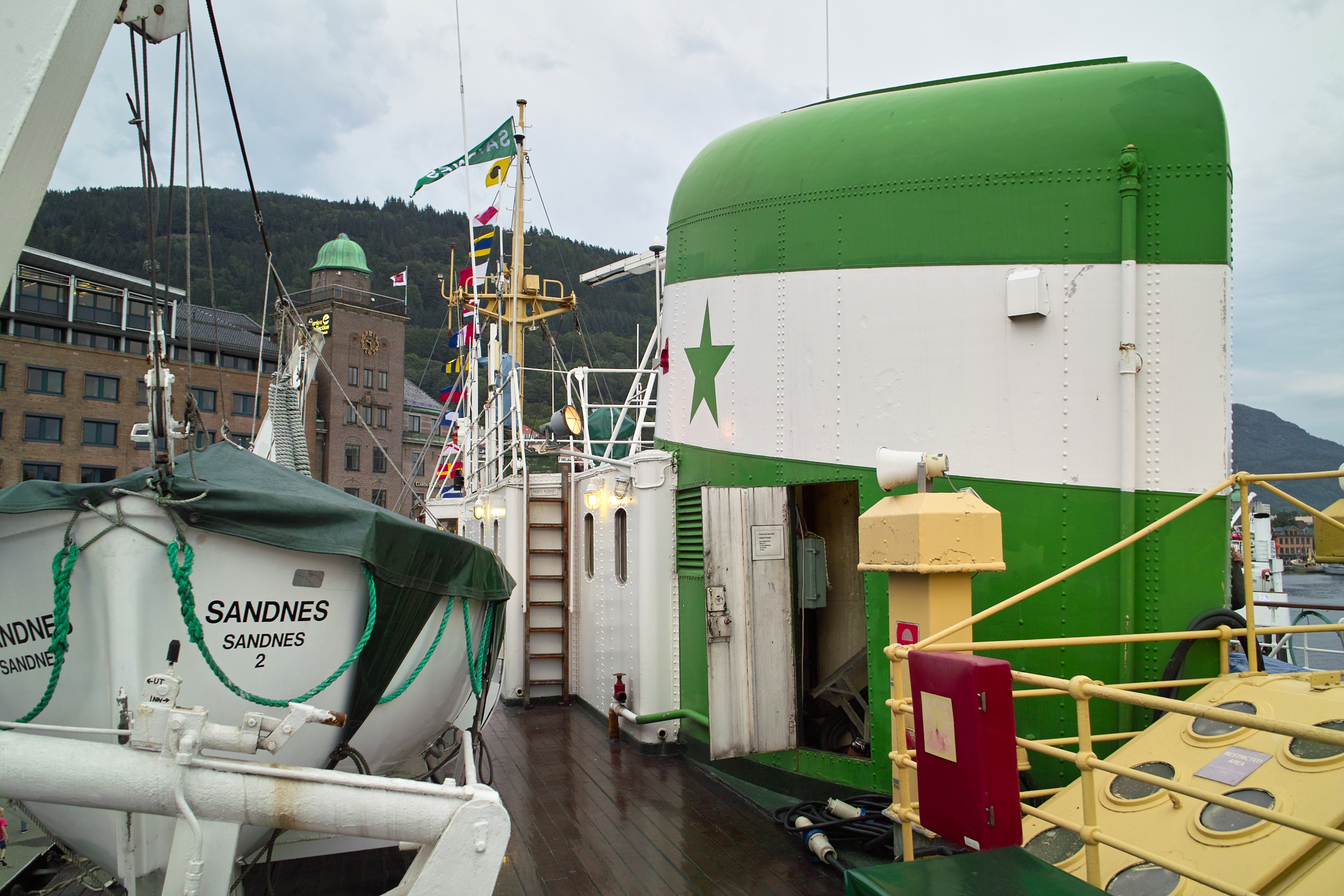
Schornstein der Sandnes

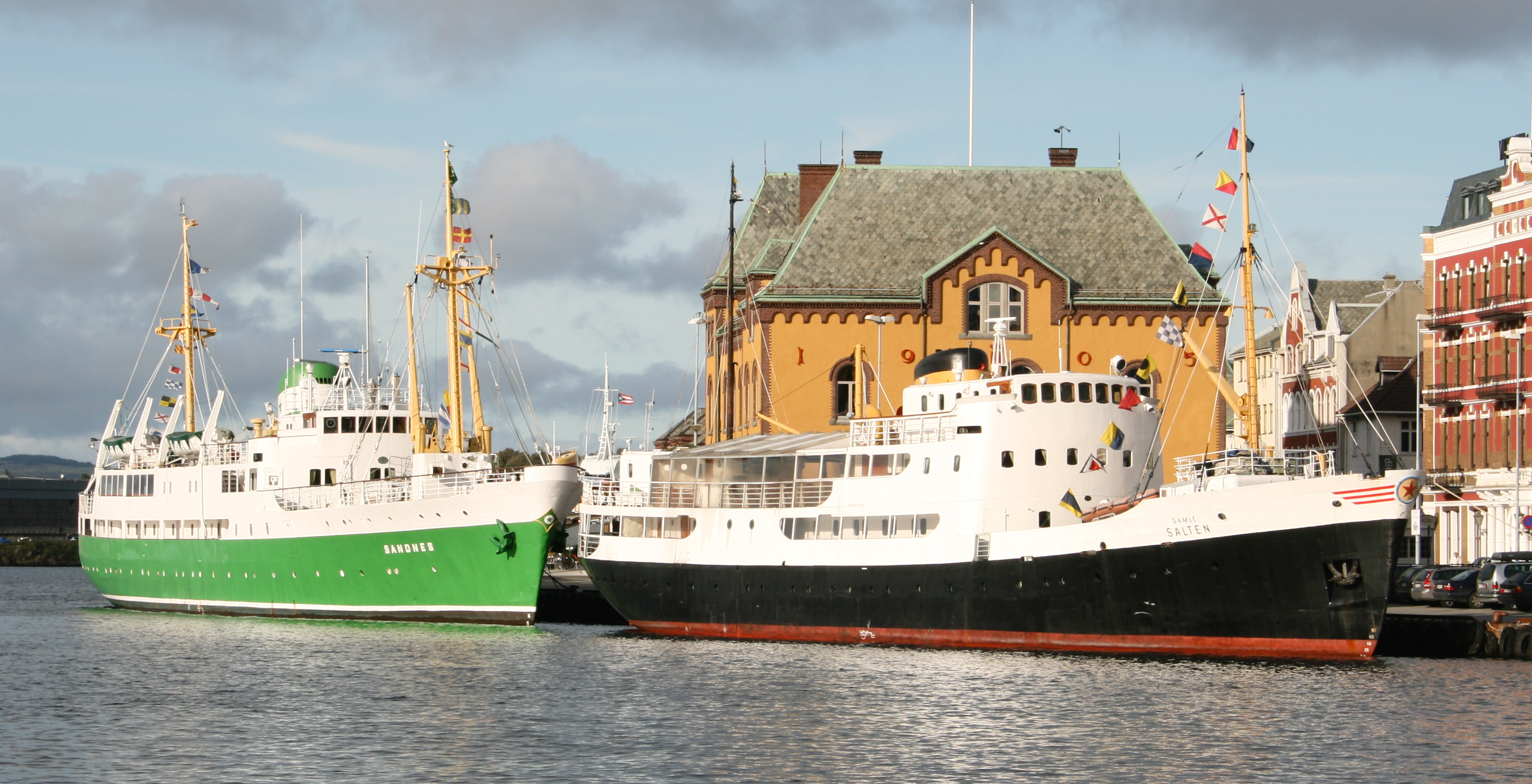
Sandnes und Gamle Salten in Stavanger

### Nachtroute
Der Bau des Schiffes wurde Ende der 1940er Jahre von der Sandnæs Dampskibs-Aktieselskab (SDA) bei Nylands mekaniske verksted in Oslo in Auftrag gegeben. Dies war in einer Zeit, als die norwegischen Reedereien in Folge des Krieges und starker Abnutzung der in der Nachkriegszeit noch verfügbaren Schiffe starken Bedarf an neuen Schiffen hatten. Die SDA stand in Konkurrenz mit Det Stavangerske Dampskibsselskab  (DSD) und wollte diese mit einem in Technik und Ausstattung herausragenden Schiff ausstechen; dementsprechend wurden für den Bau der Sandnes keine Kosten und kein Aufwand gescheut. Nach der Ablieferung im März 1950 kam die DSD in der Tat zum Schluss, dass sie der Sandnes nichts entgegenzusetzen hatte, ging eine Kooperation mit der SDA ein und baute als preisgünstige Lösung ein ehemaliges Kriegsschiff zum Passagierschiff Stavanger um. Die in einem auffälligen Grün gehaltene Sandnes wurde als „Schönste der Küste“ bezeichnet, erregte internationales Aufsehen und beeinflusste die Gestaltung späterer Schiffe, unter anderem der Hurtigrute.

### Nach Einstellung der Nachtroute
1974 wurde die aufgrund modernerer Angebote (Schnellboote, ausgebaute Straßen und Flugzeuge für den Passagier-, Container für den Frachtverkehr) zunehmend unrentable Nachtroute eingestellt. Die Sandnes wurde an Simon Møkster verkauft, der sie in Vikingfjord umbenannte und als Unterkunftsschiff im Zusammenhang mit dem Bau von Bohrplattformen in Vestlandet einsetzte. 1977 erwarb die Rogaland videregående sjøaspirantskole das Schiff und setzte es unter dem Namen Gann als Schulschiff ein. In dieser Funktion und mit diesem Namen wurde es 1995 von der ehemaligen Ragnvald Jarl abgelöst. Das Schiff wurde an die Sørlandets Maritime Videregående Skole weiterverkauft, wo es den Namen Sjøkurs erhielt und weiterhin als Schulschiff diente. Nachdem die Rogaland videregående sjøaspirantskole 2007 mit der ehemaligen Narvik erneut eine neue Gann erhielt, übernahm die Sørlandets Maritime Videregående Skole wiederum das ältere Schulschiff, womit nun die ehemalige Ragnvald Jarl den Namen Sjøkurs trug und die vormalige Sjøkurs, also die ursprüngliche Sandnes, zum Verkauf stand. Sie wurde von der Ryfylke Dampskibsselskab mit Sitz in Stavanger erworben und von der norwegischen Denkmalschutzbehörde Riksantikvaren als veteranskip unter Schutz gestellt.

### Traditionsschiff
Die Sandnes hat ihre ursprüngliche grüne Lackierung und ihren Namen zurückerhalten. Sie wird für Festanlässe und für Chartertouren mit einer Kapazität von 180 Passagieren in 82 Kabinen eingesetzt.